# Paradip
Paradip is een stad en “notified area” in het district Jagatsinghpur van de Indiase staat Odisha. 

## Demografie
Volgens de Indiase volkstelling van 2001 wonen er 73.633 mensen in Paradip, waarvan 58% mannelijk en 42% vrouwelijk is. De plaats heeft een alfabetiseringsgraad van 73%. 